# 薩拉科查湖
15°46′51.9″S 70°37′20.4″W / 15.781083°S 70.622333°W
薩拉科查湖（Lake Saracocha），是秘魯的湖泊，位於該國東南部普諾大區，由聖羅曼省的卡瓦尼利亞斯區負責管轄，面積175平方公里，海拔高度4,135米。